# Invazia moldovenească
Invazia moldovenească este un curent muzical-artistic ce cuprinde o serie de artiști moldoveni, care s-au afirmat plenar muzical, artistic și comercial nu numai în Republica Moldova, și în România, dar și în Europa și în întreaga lume.
Mișcarea, începută odată cu trupa Zdob și Zdub, a continuat cu alte formații și alți artiști notabili, așa cum sunt O-zone, Fără zahăr, Planeta Moldova și Pavel Stratan.
Denominarea invazie moldovenească este, evident, o adaptare pentru sfârșitul secolului 20 și începutul mileniului al 3-lea a cunoscutei sintagme din limba engleză a anilor 1960 și 1970 (respectiv relansarea sa pentru anii 1980 și 2000), [The] British Invasion, Invazia britanică, ce desemnează puternica mișcare artistică a muzicienilor britanici (respectiv, ulterior, a oricăror artiști britanici) care s-au afirmat plenar internațional, dar cu precădere în toate țările de limbă engleză, și, în special, în Statele Unite ale Americii. 